# بنس مراز بی ایی-۶۰
بنس مراز بی ایی-۶۰ (به انگلیسی: Beneš-Mráz_Be-60_Bestiola) یک هواگرد ملخ‌پیشین تک‌موتوره از نوع هواگرد سبک ساخت شرکت Beneš-Mráz است. هواگرد بنس مراز بی ایی-۶۰ نخستین پروازش را در نوامبر ۱۹۳۵ میلادی انجام داد.